# Буданов, Феоктист Андреевич
Феоктист Андреевич Буданов (3 (16) октября 1904, Витебская губерния — 13 октября 1969, Ленинград) — советский военный деятель, полковник. Герой Советского Союза.

## Биография
Родился 3 (16) октября 1904 года в деревне Забелевица Витебской губернии в крестьянской семье. Закончил семь классов, после чего работал на должности председателя рабочкома на 15-м участке Рыбинской железной дороги.
В 1926 году был призван в ряды РККА. В 1935 год окончил артиллерийские курсы усовершенствования офицерского состава. В 1938 году вступил в ряды ВКП(б). Принимал участие в советско-финской войне.
С 1941 года принимал участие в боях на фронтах Великой Отечественной войны.
Командующий артиллерией 63-й гвардейской стрелковой дивизии (42-я армия, Ленинградский фронт) гвардии полковник Буданов в ходе Ленинградско-Новгородской операции на гатчинском направлении находился на передовой, в результате чего был трижды ранен и несколько раз контужен.
Указом Президиума Верховного Совета СССР «О присвоении звания Героя Советского Союза офицерскому, сержантскому и рядовому составу Красной Армии» от 13 февраля 1944 года за «образцовое выполнение боевых заданий командования на фронте борьбы с немецкими захватчиками и проявленные при этом отвагу и геройство» удостоен звания Героя Советского Союза с вручением ордена Ленина и медали «Золотая Звезда» (№ 889).
В 1948 году окончил Высшие академические артиллерийские курсы при Военной артиллерийской академии.
В 1953 года вышел в запас в звании полковника. Жил и работал в Ленинграде, где и умер 13 октября 1969 года. Похоронен на Богословском кладбище (участок 66, Петрокрепостная дорожка).

## Награды
- Медаль «Золотая Звезда»;
- Два ордена Ленина;
- Три ордена Красного Знамени;
- Орден Отечественной войны 1 степени;
- Орден Красной Звезды;
- Медали.